# Jalua
Le Jalua, aussi appelé Elelau et peut-être Yalwa, est un volcan d'Érythrée.

## Géographie
Le Jalua est situé en Afrique de l'Est, dans l'extrême Nord de la Dancalie appartenant à vallée du Grand Rift dont il constitue le volcan le plus septentrional, dans le centre de l'Érythrée. Il est entouré à l'ouest par les plateaux d'Éthiopie, au nord par le golfe de Zula de la mer Rouge et au sud-est par l'Alid, un autre volcan.
Culminant à 713 mètres d'altitude, la seule activité volcanique du Jalua se limite à des fumerolles sur son flanc Ouest.

## Histoire
La date de formation du Jalua ainsi que la date de sa dernière éruption sont inconnues.